# Mortagne-sur-Gironde

Mortagne-sur-Gironde este o comună în departamentul Charente-Maritime, Franța. În 1 ianuarie 2022 avea o populație de 911 de locuitori.